# Fredrik Hermansson
Johan Fredrik Hermansson (ur. 18 czerwca 1976) – szwedzki wokalista, muzyk, kompozytor i instrumentalista klawiszowiec. Fredrik Hermansson znany jest przede wszystkim z występów w progmetalowej grupie muzycznej Pain of Salvation, której był członkiem w latach 1996-2011. Współpracował także z takimi zespołami i wykonawcami jak: Programming Defaced, Last Days of April, Andreas Tengblad i Tango Corazón.
Studiował jazz i muzykę poważną w Birka Folkhögskola w Östersund oraz muzykę kameralną w Västerås.

## Dyskografia
- Pain of Salvation – Entropia (1997, Avalon)
- Pain of Salvation – One Hour by the Concrete Lake (1998, Avalon)
- Pain of Salvation – The Perfect Element, part I (2000, InsideOut Music)
- Last Days of April – Angel Youth (2000, Bad Taste Records)[3]
- Pain of Salvation – Remedy Lane (2002, InsideOut Music)
- Pain of Salvation – "BE" (2004, InsideOut Music)
- Pain of Salvation – scarsick (2007, InsideOut Music)
- Fredrik Hermansson – Piano (2009, Fredrik Hermansson)
- Pain of Salvation – Road Salt One (2010, InsideOut Music)
- Andreas Tengblad – Reverie (2011, Kning Disk)[4]
- Pain of Salvation – Road Salt Two (2011, InsideOut Music)